# Patrick Collot
Patrick Collot es un exfutbolista y entrenador de fútbol francés. Actualmente está libre tras dejar el FC Nantes.

## Carrera como futbolista
En su etapa como jugador, Collot se desempeñaba como centrocampista y también como delantero. Debutó a nivel profesional con el SC Toulon en 1987, llegando a jugar en la Ligue 1 al año siguiente. Posteriormente, también pasó por el Avignon Football y el FC Martigues. En 1995, llegó al Lille OSC, donde pasó la mayor parte de su carrera. Con este equipo vivió un descenso a la Ligue 2, un ascenso a la Ligue 1 y una clasificación para la Liga de Campeones de la UEFA. Colgó las botas en 2002.

## Carrera como entrenador
Tras su retirada, comenzó a trabajar como ojeador del Lille, y posteriormente entrenó en las categorías inferiores del club francés. En 2006, se convirtió en entrenador asistente de Claude Puel, al que acompañó al Olympique de Lyon en 2008. Ambos fueron despedidos en 2011, aunque posteriormente el club tuvo que indemnizarle.
En 2013, regresó al Lille, volviendo a encargarse de la búsqueda de posibles fichajes, pero al año siguiente se fue a Bélgica para trabajar como ayudante en el Royal Mouscron-Péruwelz durante la temporada 2014-15.
Al año siguiente, volvió nuevamente al Lille, esta vez para ser asistente del nuevo técnico Hervé Renard. Sin embargo, cuando este fue cesado el 11 de noviembre de 2015, Collot fue nombrado entrenador interino del primer equipo. En su único partido como primer entrenador obtuvo un empate frente al Troyes, siendo relevado por Frédéric Antonetti al día siguiente, por lo que volvió a ser asistente del nuevo técnico.
Justo un año después de su llegada, Frédéric Antonetti y el club acordaron la rescisión del contrato que les unía, tras un pobre inicio de temporada que llevó al equipo a situarse en puestos de descenso de la Ligue 1 2016-17. Ante esta situación, Collot fue nombrado entrenador interino una vez más. Collot dio su confianza a futbolistas que no contaban con muchos minutos con su predecesor en el banquillo, como Yassine Benzia o Nicolas de Préville. El equipo reaccionó con el cambio en el banquillo y, aunque no pudo evitar la eliminación en la Copa de la Liga (3-1 contra el París Saint-Germain), escaló hasta la 12.ª posición al final de la primera vuelta de la Ligue 1. Sin embargo, esta buena racha inicial no tuvo continuidad en 2017, y el equipo encadenó tres derrotas consecutivas que le dejaron en la 17.ª posición de la clasificación tras 25 jornadas de la Ligue 1. El 14 de febrero de 2017, Franck Passi tomó el testigo de Collot en el banquillo.
En 2018, se incorporó al Football Club de Nantes para trabajar como técnico adjunto de Vahid Halilhodžić.
El 5 de agosto de 2019, tras la marcha de Vahid Halilhodžić, fue nombrado entrenador interino del Nantes, dirigiendo los entrenamientos hasta la llegada de Christian Gourcuff 3 días después.
El 8 de diciembre de 2020, se hizo cargo del Nantes después del cese de Christian Gourcuff. Dirigió al equipo francés en 4 partidos, de los cuales empató 2 y perdió los otros 2, antes de regresar a su trabajo como asistente de Raymond Domenech, el nuevo técnico, el 26 de diciembre. Sin embargo, cuando este fue despedido y reemplazado por Antoine Kombouaré en febrero de 2021, Collot también se desvinculó de club.

## Clubes

### Como jugador
| Club             | País    | Año         | Partidos | Goles |
| ---------------- | ------- | ----------- | -------- | ----- |
| SC Toulon        | Francia | 1987 - 1990 | 61       | 8     |
| Avignon Football | Francia | 1990 - 1991 | 30       | 7     |
| SC Toulon        | Francia | 1991 - 1993 | 27       | 5     |
| FC Martigues     | Francia | 1993 - 1995 | 49       | 8     |
| Lille OSC        | Francia | 1995 - 2002 | 147      | 17    |

### Como entrenador
| Club                                | País    | Año         | P   | PG  | PE  | PP  | % v.   |
| ----------------------------------- | ------- | ----------- | --- | --- | --- | --- | ------ |
| Lille OSC (asistente)               | Francia | 2006 - 2008 | 87  | 31  | 32  | 24  | 47.89% |
| Olympique de Lyon (asistente)       | Francia | 2008 - 2011 | 154 | 74  | 44  | 36  | 57.58% |
| Royal Mouscron-Péruwelz (asistente) | Bélgica | 2014 - 2015 | 34  | 10  | 6   | 18  | 35.29% |
| Lille OSC (asistente)               | Francia | 2015        | 14  | 3   | 7   | 4   | 38.1%  |
| Lille OSC                           | Francia | 2015        | 1   | 0   | 1   | 0   | 33.33% |
| Lille OSC (asistente)               | Francia | 2015 - 2016 | 45  | 19  | 11  | 15  | 50.37% |
| Lille OSC                           | Francia | 2016 - 2017 | 15  | 6   | 4   | 5   | 48.89% |
| FC Nantes (asistente)               | Francia | 2018 - 2019 | 37  | 17  | 6   | 14  | 51.35% |
| FC Nantes (asistente)               | Francia | 2019 - 2020 | 45  | 16  | 8   | 21  | 41.48% |
| FC Nantes                           | Francia | 2020        | 4   | 0   | 2   | 2   | 16.67% |
| FC Nantes (asistente)               | Francia | 2021        |     |     |     |     |        |
| Total                               | Total   | Total       | 436 | 176 | 121 | 139 | 49.62% |